# Diogo Dias Melgás
Diogo Dias Melgás (también Melgaz) (Cuba, Portugal, 14 de abril de 1638 - Évora, 3 de febrero de 1700) fue un compositor barroco de polifonía portugués.

## Vida
Diogo Dias Melgás nació en Cuba, en el Alentejo, el 14 de abril de 1638. En 1646 ingresa en el coro del Colegio de Clausura en Évora. Se ordenó en la Catedral de Èvora, donde permaneció el resto de su vida, siendo estudiante de Manuel Rebelo y ocupando el puesto de maestro de capilla durante 30 años. Murió ciego y muy pobre el 3 de febrero de 1700. Se le considera el mayor maestro de la escuela polifónica portuguesa, que tuvo una gran importancia durante los siglos XVI y XVII.

## Obra
Gran parte de las obras de Melgás se han perdido, las que han perdurado (misas, motetes y graduales) se conservan en los archivos de las catedrales de Évora y Lisboa, y fueron publicadas en notación moderna por la Fundación Calouste Gulbenkian en 1978. (Opera Omnia, Portugaliae Musica XXXII).

## Grabaciones
- 1994 – Music of the Portuguese Renaissance. Pro Cantione Antiqua (Hyperion CDA66715) incluye 14 obras de Melgás.
- 2004 – A Golden Age of Portuguese Music. The Sixteen (CORO COR16020) incluye 3 obras de Melgás.
- 2008 – The Golden Age. The King's Singers (Signum Classics) incluye 2 obras de Melgás.
- 2016 – La Mvsica de los Días Ars Poliphonica (Microrec Producciones MR130 - D.L. C2047-2016) incluye dos obras de Melgás ("In ieiunio et fletu" y "Pia et dolorosa")